# Batalla de la Línia Tannenberg
La batalla de la línia Tannenberg (alemany: Die Schlacht um die Tannenbergstellung; rus: Битва за линию «Танненберг») o la batalla dels turons blaus (estonià: Sinimägede lahing) va ser un enfrontament militar entre el destacament de l'exèrcit alemany Narwa i el front soviètic de Leningrad. Van lluitar per l’istme de Narva, estratègicament important, del 25 de juliol al 10 d'agost de 1944. La batalla es va lliurar al front oriental durant la Segona Guerra Mundial. L'objectiu estratègic de l'operació soviètica d'Estònia era reocupar Estònia com a base favorable per a les invasions de Finlàndia i Prússia Oriental. Les forces de les Waffen-SS incloïen 24 batallons d'infanteria voluntaris de la Divisió SS Nordland, la Divisió SS Langemarck, la Divisió SS Nederland i la Legió Valona. Aproximadament la meitat de la infanteria estava formada pel personal de la 20a divisió de granaders Waffen de les SS (1a Estònia). La força alemanya de 22.250 homes va resistir la força soviètica de 136.830 homes. Com que les forces soviètiques es van reforçar constantment, l'historiador estonià Mart Laar estima que les seves baixes totals van ser de 170.000 morts i ferits.

## Antecedents

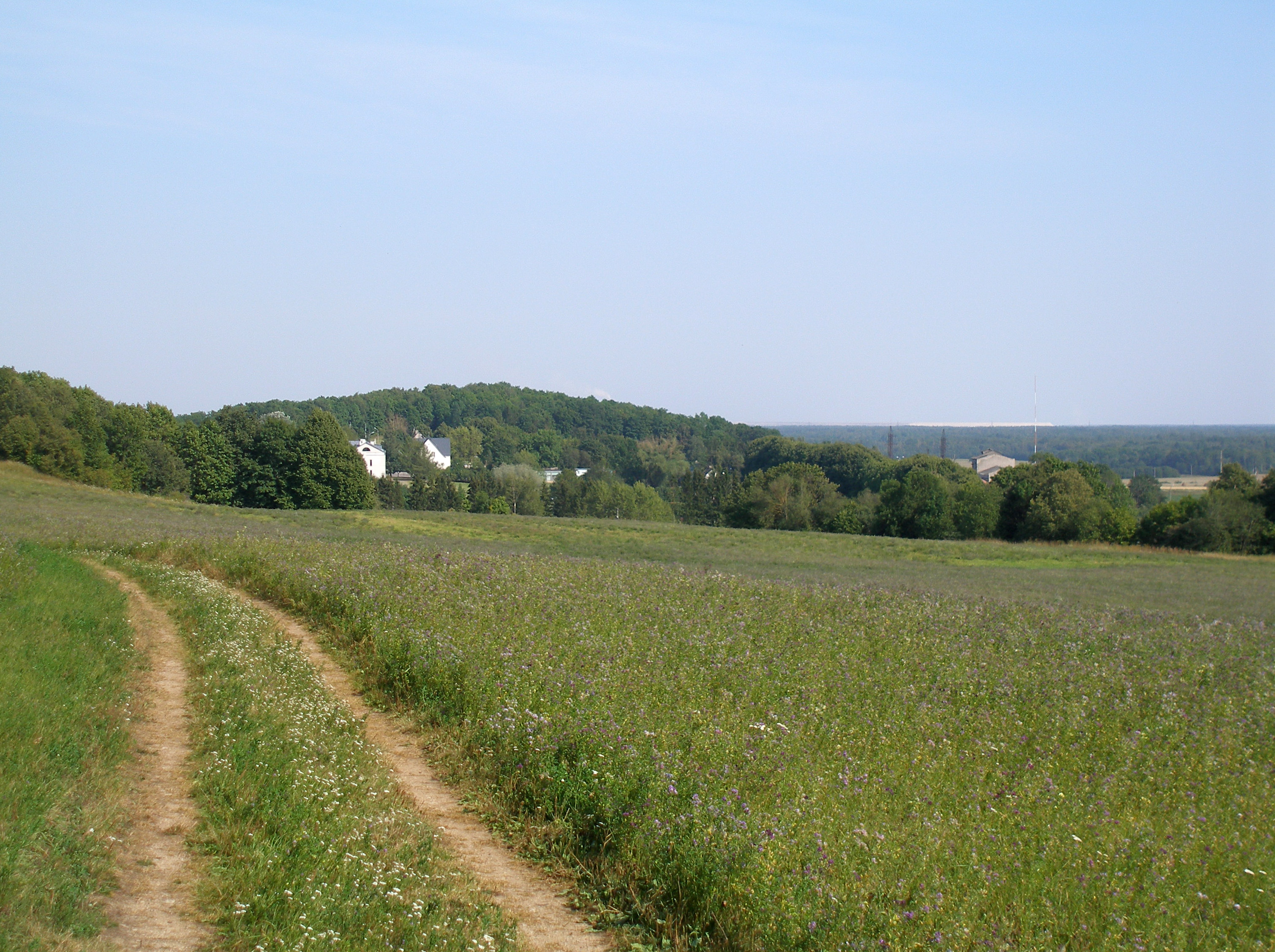
Vista des del cim del turó del granader cap al turó de l'orfenat

Després de defensar el cap de pont de Narva durant sis mesos, les forces alemanyes van retrocedir a la línia Tannenberg als turons de Sinimäed (rus: Синие горы) el 26 de juliol de 1944. Els tres turons van d'est a oest. El turó oriental era conegut pels estonians com el Lastekodumägi (turó de l'Orfenat; Kinderheimhöhe en alemany). El central era el Grenaderimägi (turó dels Granaders; Grenadierhöhe) i el més occidental era el Tornimägi (turó de la Torre, també conegut en alemany com el 69,9 o Liebhöhe (Turó de l'amor)). Els turons tenen pendents pronunciats i s'eleven entre 20 i 50 m per sobre del terreny circumdant.
Les formacions del III SS Panzer Corps del Gruppenführer Felix Steiner van aturar la seva retirada i es van traslladar a posicions defensives als turons. La 4a Brigada Voluntària de Panzergrenadier de les SS Nederland va començar a excavar al flanc esquerre (nord) de la línia Tannenberg, unitats de la 20a Divisió de Granaders de Waffen de les SS (1a Estònia) al centre i l’11a Divisió de Voluntaris de Panzergrenadier de les SS Nordland a la dreta (sud). Una altra secció frontal tripulada pels prussians orientals de l'11a Divisió d'Infanteria estava situada uns quilòmetres més al sud, contra el 8è Exèrcit al cap de pont de Krivasoo.
El mariscal soviètic Leonid Góvorov considerava la Línia Tannenberg com la posició clau del Grup d'Exèrcits Nord i hi va  concentrar les millors forces del Front de Leningrad. El 122è, 124è Cos de Fusellers i divisions addicionals del 117è Cos de Fusellers estaven subordinats al general Ivan Fediuninski, comandant el 2n Exèrcit de Xoc. L'objectiu marcat pel Consell de Guerra del 2n Exèrcit de Xoc era trencar la línia de defensa del III Cos Panzer SS al turó de l'orfenat, forçar cap a la ciutat de Jõhvi a l'oest i arribar al riu Kunda l'1 d'agost. Per aconseguir-ho, Góvorov va rebre l'ordre de destruir les comunicacions darrere de les forces alemanyes i dur a terme atacs aeris a les estacions de ferrocarril de Jõhvi i Tapa el 26 de juliol.

## Comparació de forces

### Soviètics
No hi ha una visió general completa de l'ordre de magnitud de les forces soviètiques ni de les dels destacaments a la línia de la batalla de Tannenberg. Per a l'atac del 29 de juliol, Góvorov va concentrar totes les unitats soviètiques capaces, formades per 11 divisions i sis regiments de tancs. Les unitats soviètiques que havien patit pèrdues es van reforçar. El lliurament d'artilleria pesada soviètica va complementar les nou divisions del 109è, el 117è i el 122è Cos de Fusellers. El 109è i el 117è Cos es van concentrar prop del Sinimäed, mentre que el 122è Cos de Fusellers es va enviar a la secció sud, prop de l'església de la Parròquia de Vaivara. Les posicions de l'11a Divisió d'Infanteria van ser atacades principalment pel 8è Exèrcit de 35.000 homes amb el seu 112è Cos de Fusellers, dos regiments de tancs nous i 1.680 canons d'assalt, desplegats en nou regiments d'artilleria i 150 vehicles blindats. Les forces blindades incloïen els nous tancs IS-2 amb blindatge addicional i un canó de 122 mm. La debilitat del tanc era la seva limitada capacitat de munició (només 28 cartutxos) i el llarg temps de recàrrega del seu canó principal. Les forces van comptar amb el suport del 13è Exèrcit Aeri. L'ordre de batalla soviètic (dades disponibles a partir del 28 de juliol de 1944):
Front de Leningrad – Mariscal Leonid Góvorov
- 2n Exèrcit de Xoc: el tinent general Ivan Fediuninski
  - 109è Cos de Fusellers - Major General Ivan Alferov
    - 72a divisió de fusellers - Ilia Iastrebov
    - 109a Divisió de Rifles - Major General Nikolai Truzhkin
    - 125a Divisió de Fusellers - Coronel Vassili Zinovov

  - 122è Cos de Fusellers
  - 124è Cos de Fusellers - Coronel Mikhail Papchenko
  - 131a Divisió de Fusellers - Major General Piotr Romanenko
  - 191a Divisió de Fusellers - Major General Ivan Burakovski
  - 21a Brigada d'Enginyers - Tinent Coronel Vasilkov

Total: 26.850 infants, 458 peces d'artilleria, 112 tancs
- 8è Exèrcit: el tinent general Filipp Starikov
  - 2a Divisió de Fusellers "Masurian".
  - 377a Divisió de Fusellers
  - 112è Cos de Fusellers - Major General Filipp Solovev
    - 48a Divisió de Rifles – Coronel Iakov Koževnikov

  - 117è Cos de Fusellers - Major General Vasili Trubachev
    - 120a Divisió de Rifles - Major General Alexandr Batluk
    - 201a Divisió de Rifles - Major General Viacheslav Iakutovitx
    - 256a Divisió de Rifles - Major General Anatoli Koziiev

Total: 28.000 infants, 518 peces d'artilleria, 174 tancs i 44 canons autopropulsats
Cos i divisions separades (possiblement subordinades a un dels exèrcits esmentats):
- 8è Cos de Fusellers Estonians - Tinent General Lembit Pärn
- 11a Divisió de Fusellers
- 43a Divisió de Fusellers
- 98a Divisió de Fusellers
- 123a Divisió de Fusellers
- 189a Divisió de Fusellers
- 206a Divisió de Fusellers

### Alemanys
Contra les forces soviètiques, uns quants regiments alemanys cansats sense tropes de reserva es van plantar a les seves posicions, maltractats per l'artilleria soviètica. El comandant del Destacament de l'Exèrcit Narwa, el general der Infanterie Anton Grasser, va valorar la capacitat alemanya com a insuficient contra l'atac soviètic. Encara que hi havia prou municions i metralladores, la moral de combat dels voluntaris germànics estava sota una forta pressió, mentre que l'esperit d'algunes tropes estonianes ja havia estat greument danyat, segons l'opinió de Grasser. Tanmateix, el següent combat va demostrar el contrari. El petit nombre de bombarders en picat alemanys Junkers Ju 87 i l'escassetat de combustible per a avions van donar als soviètics una superioritat aèria massiva. La conclusió de Grasser va ser curta:
Deixant de banda la formulació diplomàtica, Grasser va anunciar que sense reforços immediats, els soviètics trencarien inevitablement la línia Tannenberg el 29 de juny. Aquests reforços estaven més enllà de les capacitats del Grup d'Exèrcits Nord. El comandant del Grup d'Exèrcits, Ferdinand Schörner, havia cridat repetidament l'atenció d’Adolf Hitler sobre el fet que pràcticament no quedava cap divisió formada per alemanys a la línia Tannenberg, que amenaçava amb col·lapsar-se. Aquestes trucades no van tenir cap efecte, ja que la resposta de Hitler va ser quedar dempeus o morir. L'ordre de batalla alemany (a partir del 28 de juliol de 1944) era:
Destacament de l'Exèrcit Narwa – General d'Infanteria Anton Grasser
- III Cos Panzer SS (alemany) – SS-Gruppenführer Felix Steiner
  - Divisió SS Nordland – SS-Brigadeführer Joachim Ziegler
    - SS Panzergenadier Regiment 23 Norge - SS-Obersturmbannführer Fritz Knöchlein
    - SS Panzergrenadier Regiment 24 Dinamarca

  - 20a divisió de granaders de Waffen de les SS (1a Estònia) - SS-Brigadeführer Franz Augsberger
    - Regiment de granaders de Waffen 45 - Waffen-Obersturmbannführer Harald Riipalu
    - Regiment de granaders de Waffen 46
    - Regiment de granaders de Waffen 47
    - Regiment d'Artilleria

  - 4a Brigada de Panzergrenadier Voluntaris de les SS Països Baixos – SS-Brigadeführer Jürgen Wagner
    - 4t SS Panzergrenadier Regiment de Ruyter
    - 5è Voluntari de les SS Sturmbrigade Wallonien – SS-Sturmbannführer Léon Degrelle
    - 6è Voluntari de les SS Sturmbrigade Langemarck - SS-Sturmbannführer Conrad Schellong

  - 227a Divisió d'Infanteria - Generalmajor der Reserve Maximilian Wengler
  - 113è Regiment de Seguretat
- XXVI Cos d'Exèrcit – General der Infanterie Anton Grasser
  - 11a Divisió d'Infanteria - Generalleutnant Hellmuth Reymann
  - 300a Divisió de Propòsits Especials - Generalmajor Rudolf Höfer

Destacaments separats:
- Quatre batallons de la Policia Auxiliar d'Estònia
- Sector oriental, defensa costanera – Generalleutnant Alfons Luczny
- Dos regiments de defensa fronterera d'Estònia
- 513è Batalló d'Artilleria Naval
- 502è Batalló Panzer Pesat
- 752è Batalló Antitanc

Total: 22.250 soldats desplegats en 25 batallons estonians i 24 alemanys, holandesos, danesos, flamencs, italians, noruecs i valons

### Turó de l'orfenat

#### 26 de juliol
El 26 de juliol, perseguint els alemanys que es retiraven, l'atac soviètic va caure sobre la línia Tannenberg abans que el destacament de l'exèrcit Narwa, molt superat en nombre, hagués cavat les trinxeres. La Força Aèria Soviètica i l'artilleria van cobrir les posicions alemanyes amb bombes i obusos, destruint la major part del bosc dels turons. Les 201a i 256a divisions de fusellers soviètiques amb el suport del 98è regiment de tancs van assaltar les posicions de la divisió SS Nordland, apoderant-se del costat est del turó de l'orfenat.

#### 27 de juliol
Al matí del 27 de juliol, les forces soviètiques van obrir un altre poderós bombardeig d'artilleria al Sinimäed. Anticipant un atac d'infanteria, Steiner va concentrar els seus pocs vehicles blindats, set tancs. Les unitats de la Divisió Nordland es van col·locar entre els dos turons i la defensa va ser completada per la Companyia Antitanc, 1a estoniana darrere de Nordland.
Sota la pressió soviètica, la defensa alemanya amenaçava d'esfondrar-se. El 27 de juliol Schörner va arribar al Sinimäed. Va ordenar la recuperació immediata del turó de l'Orfenat, exigint als soldats una resistència fanàtica. Una reunió convocada per von Scholz va establir les tàctiques per a l'aplicació de les ordres. Immediatament després de la reunió, però, von Scholz va ser mort per una estella de metralla davant del quarter general.

#### 28 de juliol
Per a l'endemà, el 2n Exèrcit de Xoc es va reforçar amb els regiments de tancs 31 i 82, tres brigades d'obús i nou regiments d'artilleria pesada.
Al vespre del 28 de juliol les forces alemanyes van intentar tornar a recuperar el turó de l'Orfenat. Utilitzant la tàctica de rodar petites unitats a les posicions soviètiques, les tropes es van apoderar de les trinxeres al vessant del turó. Quan va arribar un esquadró de tancs soviètics, l'atac alemany es va esfondrar. En un punt ocupat per l'11a Divisió d'Infanteria alemanya prop del barri de Sirgala al sud, els tancs soviètics pretenien entrar-hi. Steiner va ordenar la retirada a una nova línia defensiva al turó del Granader. L'ordre no va arribar a una part important de les forces alemanyes, que van romandre en les seves posicions al turó de l'Orfenat. Preveient un atac important, Steiner va ordenar les armes pesades del SS- Panzergrenadier. El regiment Norge i el regiment  Danmark es reunirien en dues unitats de xoc. La nit del 28 de juliol la batalla s'havia calmat.

### Turó del Granader

#### Foc preparatori
La matinada del 29 de juliol va començar amb el foc preparatori d'artilleria de 25.000 obusos disparats pels soviètics. El bombardeig va cobrir la línia Tannenberg en un núvol de pols. El bosc dels turons de Sinimäed va ser totalment destruït, amb els arbres tallats a una alçada de 2–3 metres. Tot i que tenien un gran efecte psicològic, els Katiuixa o els anomenats òrgans de Stalin eren inexactes, causant pocs danys a les tropes alemanyes ben atrinxerades. Els 70–80 Nebelwerfer alemanys van respondre. Això va ser seguit per bombarders soviètics que intentaven colpejar la rearaguarda de les tropes alemanyes. Vestits amb uniformes de camuflatge, els pilots soviètics no els van veure.

#### Avantguarda soviètica al turó dels Granaders
L'atac de 6.000 infants soviètics va començar a les 09:00, recolzat per un regiment de prop de 100 tancs (la majoria d'ells de la varietat IS-2 pesada). Van utilitzar els seus canons de 122 mm per disparar directament als punts forts que mostressin qualsevol signe de vida i van destruir els búnquers restants. Les restes de l'avantguarda alemanya van ser destruïdes. L'esquadra comandada pel tinent Lapshin va arribar al cim del turó dels Granaders. El sargent Efendiyev, que va destruir un punt fort alemany al turó, va demostar especial coratge. L'organitzador del Komsomol, VI Lavreshin del 937è Regiment de Fusellers, que havia marxat per davant de les seves tropes amb una Bandera roja a les mans, el va plantar al cim.

#### Atac de les forces principals soviètiques
El principi de l'atac soviètic al Sinimäed va ser un fort xoc frontal, amb només uns pocs atacants que van assolir l'objectiu. Amb el foc d'artilleria impedint que s'enviessin reforços des de la rereguarda alemanya, el 8è Exèrcit soviètic va atacar i va llançar una falca al flanc nord de l'11a Divisió d'Infanteria. L'objectiu tàctic principal soviètic, el turó dels Granaders, havia de ser atacat pels 6.000 soldats del 109è Cos de Fusellers. La 109a Divisió de Fusellers va atacar Nederland, que cobria el turó des del nord. La 120a Divisió de Fusellers va colpejar el turó dels granaders des de l'est. La 72a Divisió de Fusellers va assaltar el II Batalló, 3r Regiment Estonià, que defensava el flanc nord. El 117è Cos de Fusellers estava disposat a trencar l'última de les defenses alemanyes. El turó de l'Orfenat va caure en mans dels soviètics amb el 191è regiment de fusellers al capdavant de l'atac. Aquesta unitat va patir grans baixes pel foc dels darrers defensors que, al seu torn, van ser morts o forçats a anar al turó del Granader. Amb la presa del turó de l'Orfenat, la 201a i la 256a divisió soviètica de Fusellers es van esgotar, ja que la 109a Divisió de Fusellers va continuar pressionant sola el Turó dels Granaders. Els defensors eren comandats per Josef Bachmeier, el cap del II Batalló, Norge. El 1r i 2n batallons, 3r estonià subordinat a Bachmeier tenien entre 20 i 30 homes cadascun. Per a la defensa del turó dels Granaders, tots els estonians disponibles van ser enviats a la batalla, inclòs el personal de comunicacions. El lloc de comandament central va ser destruït pel foc soviètic mentre els alemanys, flamencs, noruecs i estonians van escapar de la destrucció estirant-se als seus búnquers. Darrere d'ells, al cim del turó dels Granaders, hi havia el Nederland. Les llacunes creades a la infanteria d'atac i la línia de tancs per l'artilleria alemanya no van aturar l'avanç soviètic.
Els tancs soviètics van assetjar el turó dels Granaders i el van continuar donant voltes, mentre disparaven contra els defensors. No obstant això, no van poder capturar el cim a causa de les nombroses baixes causades pels canons antitanc alemanys i els canons antiaeris que apuntaven els seus canons pel vessant. Altres tancs soviètics van arribar al turó més occidental de la Torre. Els defensors dels seus búnquers, mal fortificats des del nord i dels flancs, van ser destruïts. Entre els comandants de tancs soviètics, l'starxinà SF Smirnov va destruir cinc punts forts alemanys. Un dels tancs va arribar al centre comunitari del municipi de Vaivara fent un forat a la paret. Aquest va ser el punt més occidental que van arribar les forces armades soviètiques al nord-est d'Estònia fins a finals de setembre de 1944.
Al migdia del 29 de juliol, les forces soviètiques gairebé havien pres el control de la línia Tannenberg. Les unitats alemanyes van contraatacar contra els soviètics que assetjaven el turó de la Torre; van assegurar la carretera Narva-Tallinn a l'oest i la tercera unitat va contraatacar entre el turó del Granader i el ferrocarril uns quilòmetres al sud. Després del contraatac, només un tanc Panther alemany va quedar il·lès.

### Els alemanys capturen el turó dels Granaders
Després del contraatac alemany, la situació tàctica a la línia de Tannenberg va romandre poc clara. Les restes del 2n Batalló Norge al turó dels Granaders van atacar els soviètics. Aquests últims van patir grans pèrdues però es van reagrupar i van tallar els noruecs al costat est del turó. A la terrassa occidental del Turó dels Granaders, el Kampfgruppe Bachmeier i el 3r Batalló, el 3r Estonià van continuar resistint. Els soviètics van començar a buscar documents i presoners als búnquers. Steiner va ordenar un assalt aeri amb bombarders en picat des de l'aeroport de Tallinn. Els soviètics havien previst l'atac i havien traslladat les seves unitats antiaèries autopropulsades al turó de l'Orfenat. Van abatre uns quants bombarders alemanys i després van dirigir el foc contra la infanteria alemanya.
Steiner tenia un batalló més de sobra: el 1r Batalló, Waffen Grenadier Regiment 45 Estland (1r Estonià), que s'havia estalviat els anteriors contraatacs a causa de l'escassetat d'homes aptes. El Sturmbannführer Paul Maitla va demanar reforços als homes de l'hospital de campanya. Vint homes ferits van respondre, unint-se a les restes de les altres unitats destruïdes, inclosa una unitat de la Kriegsmarine (armada), i recolzades per l'únic tanc Panther restant. El contraatac va començar des del cementiri parroquial al sud del Turó de la Torre, amb el flanc esquerre de l'assalt netejant el turó de soviètics. L'atac va continuar cap al cim sota l'artilleria soviètica pesada i l'atac dels bombarders, entrant en combat cos a cos a les posicions soviètiques. Les petites unitats de granaders alemanys van ser traslladades a les trinxeres. Quedant-se sense municions, les tropes alemanyes van utilitzar granades soviètiques i armes automàtiques preses als caiguts. Segons alguns veterans, semblava que els bombarders soviètics de baix vol estaven intentant abatre cada soldat alemany que saltava entre els cràters causats per les explosions dels obusos soviètics. Els soviètics, però, es van veure obligats a retirar-se del Turó dels Granaders.
Steiner tenia un batalló més de sobra: el 1r Batalló, Waffen Grenadier Regiment 45 Estland (1r Estonià), que s'havia estalviat els anteriors contraatacs a causa de l'escassetat d'homes aptes. El Sturmbannführer Paul Maitla va demanar reforços als homes de l'hospital de campanya. Vint homes ferits van respondre, unint-se a les restes de les altres unitats destruïdes, inclosa una unitat de la Kriegsmarine (armada), i recolzades per l'únic tanc Panther restant. El contraatac va començar des del cementiri parroquial al sud del Turó de la Torre, amb el flanc esquerre de l'assalt netejant el turó de soviètics. L'atac va continuar cap al cim sota l'artilleria soviètica pesada i l'atac dels bombarders, entrant en combat cos a cos a les posicions soviètiques. Les petites unitats de granaders alemanys van ser traslladades a les trinxeres. Quedant-se sense municions, les tropes alemanyes van utilitzar granades soviètiques i armes automàtiques preses als caiguts. Segons alguns veterans, semblava que els bombarders soviètics de baix vol estaven intentant abatre cada soldat alemany que saltava entre els cràters causats per les explosions dels obusos soviètics. Els soviètics, però, es van veure obligats a retirar-se del Turó dels Granaders.
Reticent a admetre la catàstrofe en el seu informe a l'Alt Comandament soviètic el 30 de juliol, el comissari polític del 2n Exèrcit soviètic va afirmar falsament que el Turó dels Granaders encara estava en possessió del 109è Cos de Fusellers soviètic. Com a justificació del fracàs de trencar les defenses alemanyes, l'informe citava la dèbil cooperació entre l'artilleria i la infanteria. L'informe també esmentava l'acció mal coordinada de les unitats blindades, conduint cap als camps de mines, que no van ser aclarides per les unitats de sapadors. El comissari va fer càrrecs greus contra els comandants de les unitats i va afirmar en el seu informe que estaven molt borratxos mentre intentaven comandar els atacs.

### 30-31 de juliol
El 30 de juliol la batalla va continuar de la mateixa manera. L'artilleria soviètica va augmentar la intensitat del seu foc a 30.000 obusos, l'artilleria alemanya va respondre amb 10.000 obusos propis. L'atac posterior dels tancs pesants soviètics va trencar les defenses del 2n Batalló De Ruyter format per 35-45 homes capaços corrent entre les seves metralladores pesades. Simultàniament, els pelotons soviètics estaven pujant pel turó dels granaders sota un intens bombardeig alemany. Finalment, l'atac va ser repel·lit per granades de mà alemanyes. Els soviètics van atacar el II Batalló, 3r estonià que, en combat cos a cos, va destruir 12 tancs i va repel·lir aquest darrer assalt. Unitats del 8è Exèrcit soviètic van avançar als boscos de la secció sud del front.
El 31 de juliol, el comandament soviètic va canviar la direcció del seu foc preparatori d'artilleria, aquesta vegada apuntant darrere del turó i separant els defensors alemanys del grup principal de l'exèrcit. La disminució gradual del nombre d'obusos disparats per l'artilleria soviètica (9.000 el 30 de juliol) va ser una prova de l'afebliment dels atacs soviètics. La infanteria soviètica va començar a pujar pel turó dels Granaders. Les unitats estonianes contra ells es van quedar sense municions. Les restes del I Batalló, 3r estonià van resistir els atacs soviètics al flanc sud.

### Reforços soviètics a l'agost
En rebre l'ordre de Stalin d'entrar a Tallinn a qualsevol preu, Govorov va fer responsable a Fediuninski d'arribar a Rakvere a tot tardar el 7 d'agost. Durant els primers dies d'agost, el 2n Exèrcit de Xoc va rebre el 110è i el 124è Cos de Fusileros com a reforços, augmentant de nou el nombre de tropes a més de 20.000. El 8è Exèrcit va rebre addicions similars a les seves forces amb l'ordre del 112è i el 117è d'unir-se als atacs. També es van restaurar les forces de tancs soviètics, amb 104 vehicles blindats al seu comandament. Al segment de nou quilòmetres de llarg del front, es van recollir 1.913 canons d'assalt, fet que el van convertir en 300 canons per quilòmetre. 365 peces d'artilleria pesada van ser dirigides al turó del granader i 200 al llogaret de Sirgala al segment sud. Com a quantitat diària, es van subministrar 200.000 obusos a l'artilleria. L'1 d'agost no es va produir cap combat, ja que ambdues parts van reorganitzar les seves forces. El Front de Leningrad va intentar desplaçar el centre de pes cap al sud.

### Situació dels alemanys a l'agost
El Destacament de l'Exèrcit Narwa va substituir les seves unitats amb els destacaments menys danyats els primers dies d'agost. Tot i haver causat baixes immenses als soviètics, les unitats Waffen-SS s'estaven desgastant lentament. La Brigada Holandesa es va reduir a la mida d'un regiment, mentre que els dos regiments de la Langemarck Sturmbrigade tenien cadascun la força d'una companyia reforçada. El 2n Regiment Estonià es va perdre pràcticament i la Divisió Nordland era una ombra del que havia estat. Per sort dels alemanys, la intel·ligència soviètica va sobreestimar molt la força dels defensors, amb més de 60 tancs i 800 peces d'artilleria mentre que de fet només quedaven un tanc i 70–80 canons a la línia Tannenberg.

### Final

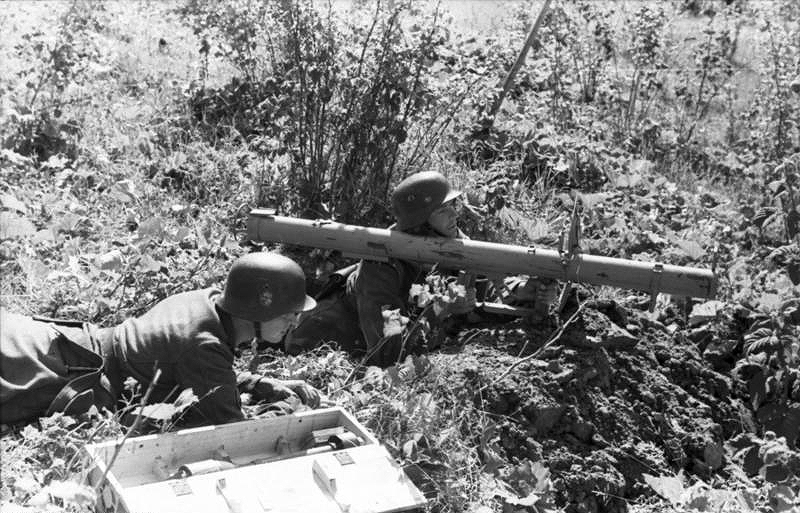
Soldat alemany equipat amb un Panzerschreck l'agost de 1944

El 2 d'agost, el 2n Exèrcit de Xoc s'havia tornat a desplegar i va atacar, utilitzant les mateixes tàctiques que abans. Els homes de la Nederland que van sobreviure al bombardeig d'artilleria, es van retirar pels vessants del Turó dels Granaders perseguits per les unitats soviètiques. A les memòries de Steiner, la intensitat del foc i la naturalesa de les batalles li van recordar la batalla de Verdun. Quan va acabar el bombardeig d'artilleria, el recentment format II Batalló  Waffen-Granadier-Regiment der SS 46 (2n estonià) va tornar el foc després d'infligir greus baixes als soviètics que atacaven i va contraatacar, recuperant el turó dels Granaders. Els tancs soviètics van irrompre a la secció sud-est del front.
El 3 d'agost, els soviètics van fer un intent més fort amb el foc preparatori d'artilleria de 25.000 a 30.000 obusos assolint el nivell de l'atac del 29 de juliol. El foc va causar nombroses baixes, mentre que una part dels defensors van abandonar les seves posicions. Onze divisions de fusellers soviètics i quatre regiments de tancs van intentar estendre el seu atac pel front. No obstant això, el pes principal de l'atac  tendeix a ser al turó dels Granaders una vegada més. L'artilleria alemanya es va adonar de la concentració de les forces soviètiques i va llançar els seus coets, causant nombroses baixes a la infanteria i als tancs soviètics abans de l'inici de l'atac. Com que el foc de l'artilleria alemanya no va afectar la superioritat soviètica en homes, l'atac soviètic va començar tal com estava previst. El 110è Cos de Fusellers que va assaltar el Turó dels Granaders es va trobar enmig del foc creuat de les restes del I Batalló, 2n Regiment Estonià. Com que els comandants del cos de fusellers van informar erròniament al quarter general de l'exèrcit sobre la captura del Turó dels Granaders, el foc de l'artilleria va parar. Els estonians van contraatacar i van netejar el turó.
De manera similar, els soviètics van fer dos atacs més el 3 d'agost. Cadascun d'ells va començar amb un bombardeig d'artilleria massiu i va acabar amb un contraatac alemany, restaurant les posicions anteriors. En total, el 3 d'agost, vint tancs soviètics van ser destruïts. Els atacs soviètics del 4 al 6 d'agost van ser més febles; el 4 d'agost, onze tancs van ser destruïts, i set més el 5 d'agost. Durant la nit anterior al 6 d'agost, hi van ser sis tancs. El 10 d'agost, el consell de Guerra del Front de Leningrad va ordenar la finalització de l'ofensiva i passar estrictament a la defensa. Els soviètics van reduir les seves operacions a activitats de patrulla amb atacs ocasionals. Els defensors van utilitzar aquest respir per fer canvis en diverses unitats esgotades fora de la línia durant uns dies per descansar i reposar, i per reforçar les seves posicions. Fins a mitjans de setembre, el front es va mantenir en silenci.

## Víctimes
A l'era de la Unió Soviètica, les pèrdues a la batalla de Tannenberg no es van esmentar a les fonts soviètiques. En els darrers anys, els autors russos han publicat algunes xifres però no de tot el curs de la batalla. El nombre de baixes soviètiques només es pot estimar mirant altres xifres. A l'atac del 29 de juliol, 225 homes van sobreviure del 109è Cos de Fusellers soviètics que portaven el pes principal de l'assalt. De la 120a Divisió de Fusellers, es van perdre 1.808 homes; morts o ferits. La resta del cos de fusellers soviètics va perdre la seva capacitat per a més atacs. En el mateix atac, les forces alemanyes van perdre 600 homes. El quarter general del 2n Exèrcit de Xoc va informar de 259 tropes aptes per al combat dins de la 109a Divisió de Fusellers i un esgotament total de l'exèrcit la nit anterior a l'1 d'agost, que probablement significava uns quants milers de tropes aptes per al combat dels 46.385 homes que havien iniciat l'Operació Estònia el 25 de juliol. Les pèrdues del 8è Exèrcit van ser similars.
La nit del 29 de juliol, el Destacament de l'Exèrcit Narwa va comptar entre 113 i 120 tancs soviètics destruïts, gairebé la meitat d'ells en les batalles del 29 de juliol. El 2n Exèrcit de Xoc va informar sobre cinquanta dels seus tancs destruïts el 29 de juliol. El bàndol alemany va comptar 44 tancs soviètics addicionals destruïts entre el 3 i el 6 d'agost.
L'autor rus Grigoriy F. Krivosheev, en el seu relat "Víctimes soviètiques i pèrdues de combat al segle XX", enumera 665.827 víctimes que va patir el Front de Leningrad el 1944, 145.102 d'elles com a morts, desapareguts en acció o capturats. L'historiador estonià Mart Laar, deduint les pèrdues a l'ofensiva de Leningrad-Novgorod, la batalla pel cap de pont de Narva i el combat a Finlàndia, estima el nombre de baixes soviètiques a la batalla de la línia de Tannenberg en 35.000 morts o desapareguts i 135.000 ferits o malalts. Basat en els números de TsAMO f.217, op.1244, d.643 (Leningrad Front HQ, "Summary reports on losses submitted to the General Staff") les pèrdues del Front de Leningrad l'agost de 1944 són: 1.702 morts, 6.538 ferits en acció i 196 desapareguts en acció. I el setembre: 2.366 morts, 8.405 ferits en acció i 105 desapareguts en acció.
El Grup d'exèrcits alemany Nord va enterrar 1.709 homes a Estònia entre el 24 de juliol i el 10 d'agost de 1944. Sumat als homes desapareguts en acció, el nombre de baixes irrecuperables en el període és d'aproximadament 2.500. Tenint en compte la proporció estàndard d'1:4 de baixes irrecuperables a ferits, el nombre total de baixes alemanyes a la línia de batalla per Tannenberg és d'aproximadament 10.000 homes.

## Conseqüències

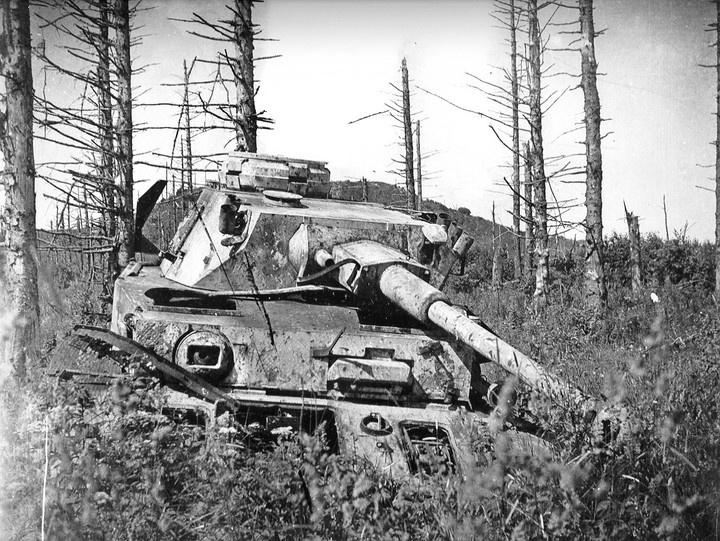
Foto de 1949 que mostra l'extensió dels danys a l'aproximació boscosa als turons de Sinimäed. Panzer IV desactivat en primer pla.

El 14 de setembre, l’ofensiva de Riga va ser llançada pels 1r, 2n i 3r fronts bàltics soviètics. Tenia l'objectiu de capturar Riga i tallar el Grup d'Exèrcits Nord a Curlàndia, a l'oest de Letònia. Després de moltes discussions, Adolf Hitler va acceptar finalment l’evacuació de totes les tropes a Estònia. Després de mesos de mantenir la línia, els homes esgotats del III Cos Panzer SS es van unir a la retirada; lluitant per tornar des de la línia Tannenberg. El 17 de setembre, el 3r Front Bàltic va llançar l’ofensiva de Tallinn des del front del riu Emajõgi unint el llac Peipus amb el llac Võrtsjärv. L'operació tenia com a objectiu encerclar el destacament de l'exèrcit Narva. Incapaços de mantenir la força, les unitats alemanyes es van retirar cap al nord-oest mentre el II Cos d'Exèrcit incomplet es va quedar per frenar l'atac soviètic. Les forces alemanyes es van retirar ràpidament cap a la frontera amb Letònia. El 22 de setembre, Tallin va ser abandonada. Algunes de les formacions d'Estònia van començar ara a atacar els alemanys en retirada, intentant assegurar subministraments i armes per continuar una Guerra de guerrilles com els Germans Forest contra l'ocupació soviètica. Diverses tropes de la divisió d'Estònia es van quedar a Estònia. Aquestes unitats van continuar lluitant, alguns supervivents es van unir als grups guerrillers que van lluitar contra les forces d'ocupació soviètiques fins a finals dels anys setanta.

## En la cultura popular
- La batalla apareix al drama de guerra estonià de 2015 1944.